# Perichlaena
Perichlaena es un género monotípico de pequeños árboles perteneciente a la familia de las bignoniáceas. Su única especie, Perichlaena richardii, es originaria de  Madagascar.

## Taxonomía
Perichlaena richardii fue descrita por Henri Ernest Baillon  y publicado en Histoire des Plantes 10: 50. 1891.